# Linköpings Sportdansklubb
Linköpings Sportdansklubb är en ideell förening som sedan slutet av åttiotalet arbetat med dans, även för tävling.  Klubben har omkring 1 300 medlemmar och håller i kurser inom BRR-danserna, samt kurser för barn och ungdomar.
Linköpings Sportdansklubb bedriver sin verksamhet i Tornhagsskolan i Linköping.